# Antanambaobe
Antanambaobe est une commune rurale malgache dans la région d'Ambatosoa.